# Горы Судьбы
Горы Судьбы (фр. Les monts de destin) — научно-фантастическая повесть 1966 года французского писателя Франсиса Карсака. Описываются события, предшествующие событиям романа «Львы Эльдорадо».
На русском языке повесть была впервые издана в 1981 году в сборнике «Дорога воспоминаний» (серия «Зарубежная фантастика» издательства «Мир»).

## Сюжет
Олимпийский чемпион Тераи Лапрад и его генетически модифицированный разумный лев Лео прибывают на планету Офир-2, где Лапрад должен работать по контракту геологом. На планете обитает раса под названием пухи, или стики, которая несколько тысяч лет назад опережала по развитию землян, а сейчас по непонятным причинам деградировала и вымирает. Тераи решает выяснить причину деградации пухи, но встречает непонятное противодействие некоторых работников корпорации ММБ, во главе с директором на планете Старжоном. Тераи знакомится со старым, спивающимся геологом Мак-Грегором, который раньше был директором и одним из лучших специалистов, но в ходе одной из миссий в Горах Судьбы что-то сломило его дух. Пухи также предупреждают Тераи, чтобы люди не ходили в Горы Судьбы. После гибели Мак-Грегора, прикрывшего Тераи от выстрела убийц, подосланных Старжоном (старый геолог с точностью до минуты знал время своей смерти), герой отправляется в Горы Судьбы. Он находит там целую гору скелетов пухи и храм с инопланетным существом Фленг-Ши, которое рассказывает ему, что некая высокоразвитая раса акнеан уничтожила его расу и родную планету. Акнеане вымирали и в бессильной ярости разыскивали планеты с разумными существами. Часть планет они уничтожали, а на других устанавливали Храмы судьбы — места, где каждый мог узнать своё будущее. Мозг Фленг-Ши встроили в биокибернетическую систему, предсказывающую будущее. Коварный план удался и здесь — быстро развивавшиеся пухи были сломлены навсегда, немалая часть, узнав своё будущее, прыгала со скалы на выходе из пещеры, а у оставшихся пропадал дух инициативы. Фленг-Ши называет Тераи человеком судьбы и говорит, что до него здесь побывали двое землян. Запасы энергии оракула истощены, он в последний раз предсказывает будущее для Тераи и его льва, после чего по просьбе Фленг-Ши Тераи уничтожает оракула и всю аппаратуру. Спасательный отряд подбирает обессилевшего Тераи. Очнувшись, он узнаёт, что директор Старжон покончил с собой. Судя по его записям, он также побывал в Горах Судьбы. Однако у выздоровевшего Тераи остаются лишь смутные воспоминания о предсказании будущего. Он помнит, что судьба ждёт его на планете Эльдорадо, и решает отправиться туда.